# Mahomet
Mahomet é uma vila localizada no estado americano de Illinois, no Condado de Champaign.

## Demografia
Segundo o censo americano de 2000, a sua população era de 4877 habitantes.
Em 2006, foi estimada uma população de 5882, um aumento de 1005 (20.6%).

## Geografia
De acordo com o United States Census Bureau tem uma área de
17,8 km², dos quais 17,8 km² cobertos por terra e 0,0 km² cobertos por água. Mahomet localiza-se a aproximadamente 223 m acima do nível do mar.

## Localidades na vizinhança
O diagrama seguinte representa as localidades num raio de 16 km ao redor de Mahomet.